# Нелюбино (Тотемський район)
Нелю́бино (рос. Нелюбино) — присілок у складі Тотемського району Вологодської області, Росія. Входить до складу П'ятовського сільського поселення.

## Населення
Населення — 12 осіб (2010; 33 у 2002).
Національний склад (станом на 2002 рік):
- росіяни — 100 %